# Imeria
Imeria es un género monotípico de plantas de la familia de las asteráceas. Su única especie: Imeria memorabilis es originaria de Sudamérica.

## Descripción
Las plantas de esta especie solo tienen disco (sin rayos florales) y los pétalos son de color blanco, ligeramente amarillento blanco, rosa o morado (nunca de un completo color amarillo).

## Distribución
Se encuentra en la Amazonia en Brasil y en Venezuela.

## Taxonomía
Imeria memorabilis fue descrita por (Maguire & Wurdack) R.M.King & H.Rob.  y publicado en Phytologia 32: 272. 1975.
Variedades
- Imeria memorabilis var. memorabilis

Sinonimia
- Eupatorium memorabile Maguire & Wurdack	basónimo
- Imeria serratifolia V.M.Badillo [5]